# Dactylocerca rubra
Dactylocerca rubra är en insektsart som först beskrevs av Ross 1940.  Dactylocerca rubra ingår i släktet Dactylocerca och familjen Anisembiidae. Inga underarter finns listade i Catalogue of Life.